# Johann Labes
Johann Labes (ur. 29 sierpnia 1754 w Gdańsku, zm. 8 lipca 1809 tamże) – gdański kupiec, senator Wolnego Miasta Gdańska, który zasłużył się miastu zagospodarowaniem terenów rekreacyjnych w kompleksie leśnym Jaśkowej Doliny we Wrzeszczu.

## Życiorys
Był synem kupca Kaspra Labesa (ur. ok. 1715 w Bukowie koło Darłowa, zm. 1763 w Gdańsku), po którym odziedziczył firmę "Kaspar Labes Erben" handlującą zbożem i drewnem. W 1808 był właścicielem 6 statków towarowych o łącznej pojemności 1700 łasztów (ok. 4000 t), kamienic przy ul. Długiej 34 i ul. Chlebnickiej 30 oraz spichlerza na Wyspie Spichrzów.
Od 1787 był, z ramienia władz miasta, opiekunem przytułku przy ul. Sierocej i szpitala miejskiego przy Bramie Oliwskiej, od 1789 do zagarnięcia Gdańska przez królestwo Prus był delegatem do III Ordynku. W 1807 został senatorem utworzonego po pokoju w Tylży Wolnego Miasta Gdańska pod protektoratem francuskim; jako jego przedstawiciel brał udział w negocjacjach z władzami pruskimi w sprawie przebiegu linii granicznej pomiędzy Gdańskiem a Prusami. W listopadzie 1808 zrezygnował z zasiadania w senacie.
Zakupił lasy na tzw. Górze Jana (niem. Johannisberg), obecnie zwanej Sobótką, w kompleksie leśnym Jaśkowej Doliny koło Wrzeszcza, zagospodarował je jako teren rekreacyjny i w 1803 udostępnił na wzgórzu pierwszy taras widokowy na Zatokę Gdańską.
Kryzys gospodarki Gdańska spowodowany nałożoną przez Francuzów kontrybucją oraz blokadą handlu z Anglią doprowadził go do ruiny finansowej, co przyczyniło się do jego przedwczesnej śmierci. Został pochowany w kościele Mariackim w Gdańsku.
Od jego nazwiska pochodziła nazwa Labesweg, oznaczająca do 1945 jedną z ulic Wrzeszcza (dzis. ul. J. Lelewela i Nad Stawem).